# Bernard Bresslaw
Bernard Bresslaw (ur. 25 lutego 1934 w Londynie, zm. 11 czerwca 1993 tamże) – brytyjski aktor, specjalizujący się w repertuarze komediowym, współcześnie pamiętany przede wszystkim ze swoich ról w czternastu filmach z cyklu Cała naprzód.

## Życiorys

### Kariera aktorska
Pochodził z niezamożnej, londyńskiej rodziny, jego ojciec pracował w zakładzie krawieckim. Dzięki uzyskanemu stypendium mógł podjąć studia w prestiżowej Royal Academy of Dramatic Art, gdzie został uhonorowany nagrodą dla najbardziej obiecującego młodego aktora. Po studiach dostał angaż w radiu, gdzie znalazł się w obsadzie cyklicznego słuchowiska komediowego Educating Archie, a także w telewizji, gdzie grał w sitcomie The Army Game. W początkowym okresie swojej kariery sporo grywał również w "poważnym" teatrze, łącznie z repertuarem szekspirowskim. W 1958 zadebiutował na dużym ekranie, w komedii I Only Arsked!.
Po tej produkcji otrzymał propozycje głównych ról w kilku innych filmach komediowych, jednak prawdziwy przełom w jego karierze przyszedł dopiero w roku 1965, kiedy to wystąpił w filmie Kowboju, do dzieła!, należącym do przeżywającej wówczas apogeum popularności serii niskobudżetowych i pozbawionych poważniejszych ambicji, lecz chętnie oglądanych komedii Cała naprzód (Carry On). Dołączył do stałego trzonu obsady tych filmów, łącznie pojawiając się w czternastu spośród nich. Ostatnim obrazem tego cyklu z jego udziałem było Cała naprzód: Rzymski camping z 1975 roku. Scenarzysta cyklu Talbot Rothwell, tworząc postacie z myślą o Bresslawie, bazował często na niejako naturalnych cechach aktora - wyniesionej z domu znajomości cockneya oraz bardzo wysokim wzroście (prawie 202 cm). W 1968 zagrał w jednej ze wczesnych odsłon Doctora Who.
Od połowy lat 70. Bresslaw powrócił do teatru, jedynie okazjonalnie pojawiając się w filmach i serialach telewizyjnych. Był członkiem tak renomowanych kompanii teatralnych jak Royal Shakespeare Company, Royal National Theatre czy New Shakespeare Company.

### Śmierć i pochówek
11 czerwca 1993 upadł w garderobie teatru plenerowego w Regent’s Park w Londynie, gdzie przygotowywał się do wyjścia na scenę w spektaklu Poskromienie złośnicy. Lekarze stwierdzili zgon wskutek nagłego, rozległego ataku serca. Miał 59 lat. Podobnie jak w przypadku kilku innych gwiazd Całej naprzód, jego ciało zostało skremowane w Golders Green Crematorium w Londynie, a prochy pochowano w pobliżu tej instytucji.

## Życie prywatne
Przez 34 lata był żonaty z Betty Wright (od 1959 r. do swojej śmierci), z którą miał trzech synów.